# 八幡社 (春日井市柏井町)
八幡社（はちまんしゃ）は、愛知県春日井市柏井町のかつての下街道沿いにある神社である。旧社格は村社。

## 祭神
品田別命（応神天皇）、大帯日子淤斯呂和気天皇（景行天皇）、建速須佐之男命。合祀した祭神として、誉田別尊、天照大神

## 祭礼
- 元旦祭：1月1日
- 左義長：1月中旬日曜日
- 祈年祭：3月第一日曜日
- 子供祭：5月5日
- 人形供養祭：5月最終日曜日

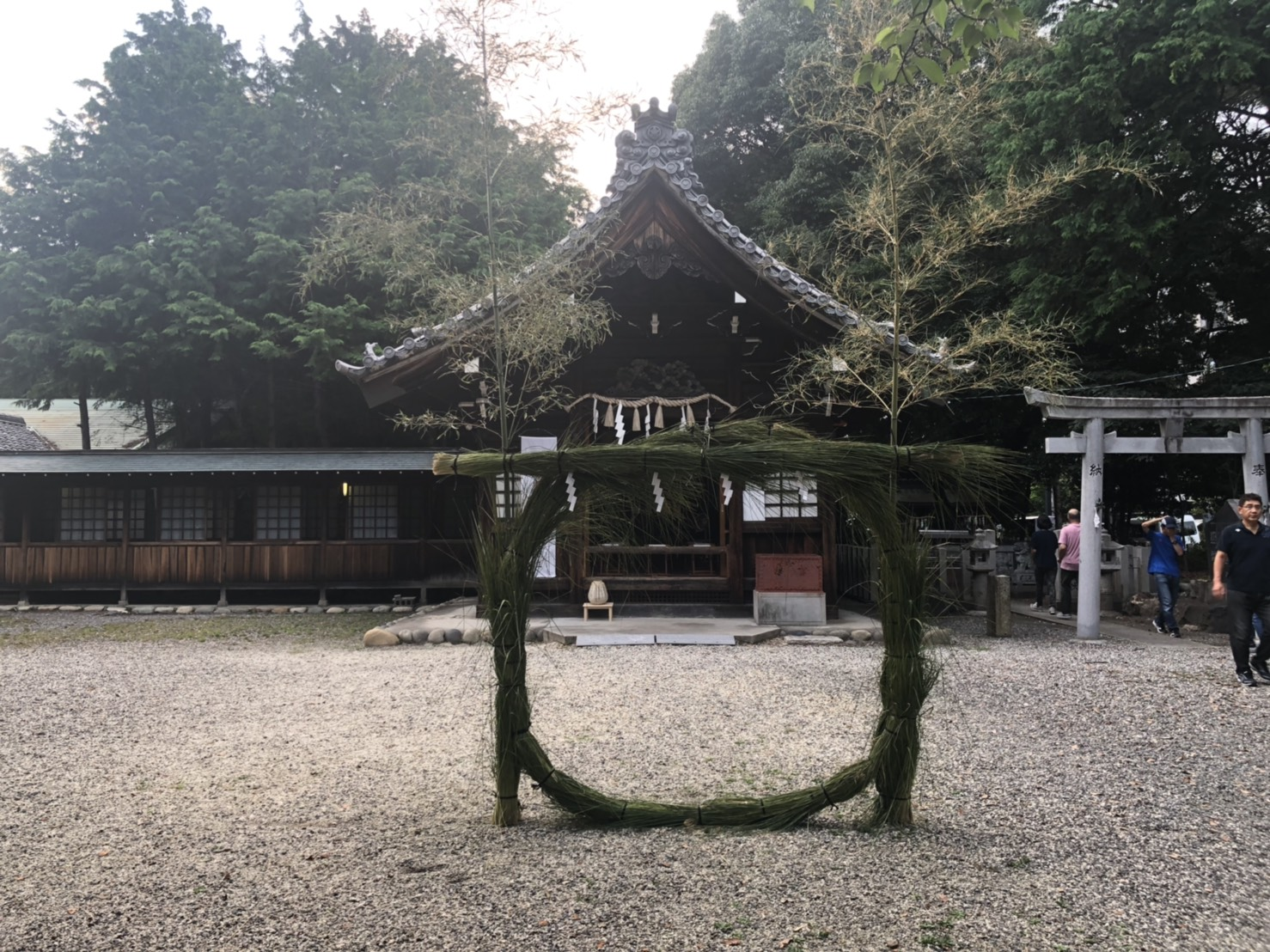
夏に行われる茅の輪くぐりの輪

- 夏祭り・茅の輪くぐり：7月末～8月上旬日曜日
- 秋祭り：10月第二日曜日
- 七五三祈祷：10月下旬～11月中旬
- 新嘗祭：12月第一日曜日[2]

## 境内
総面積は大正時代には4,869坪（16,096㎡）あったとされるが、由緒碑によれば、2019年7月28日 現在、15,840㎡である。
境内には春日野部屋宿舎があり、毎年大相撲名古屋場所（7月場所）に向けて境内に練習所（土俵）が設営される。本場所に向け、早朝から稽古が行われ、後援会や見学者で賑わう。
境内の南端の愛知県道508号内津勝川線沿いには、高さ5mの日清・日露戦役忠魂碑がある。

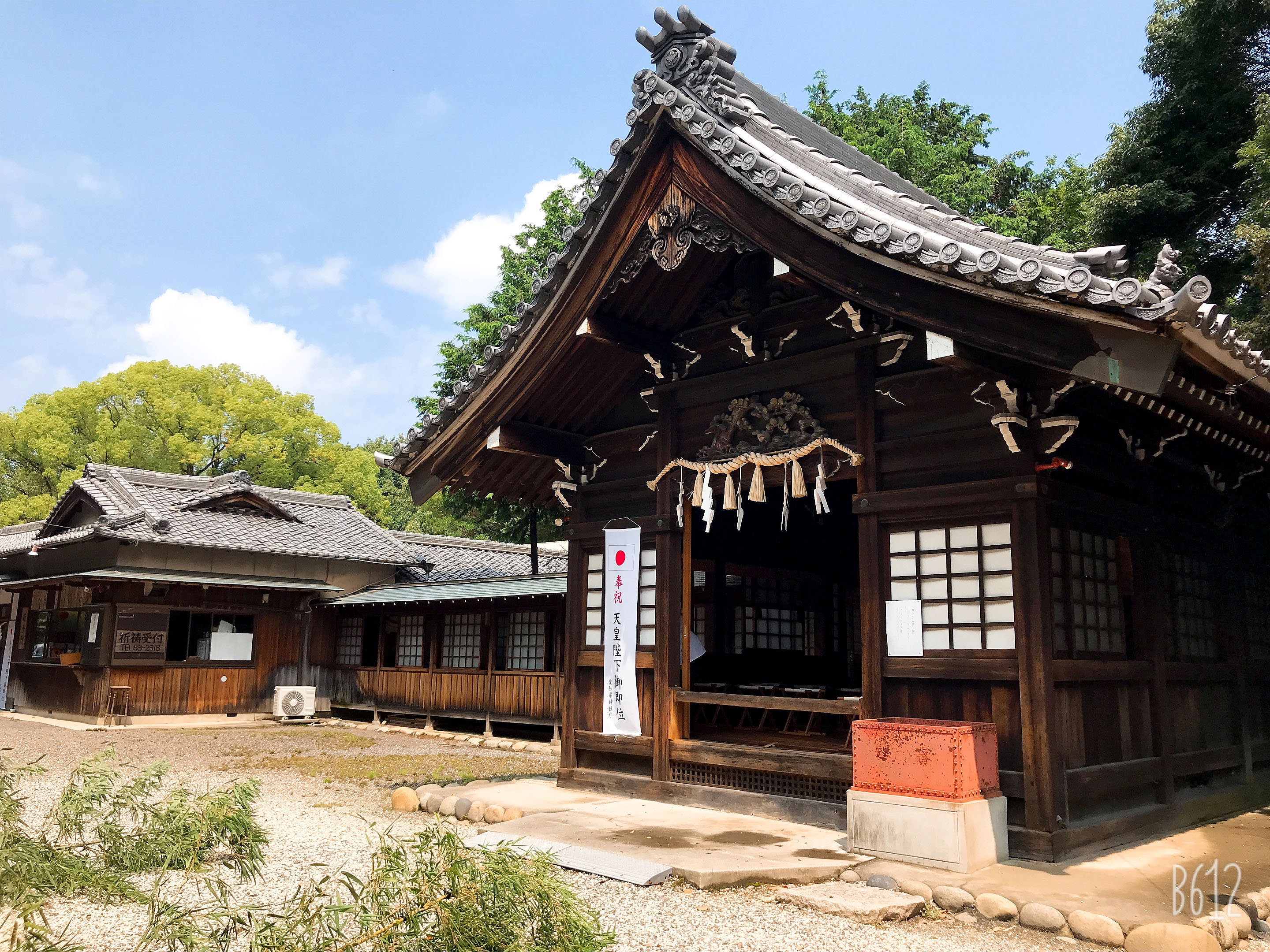
神殿
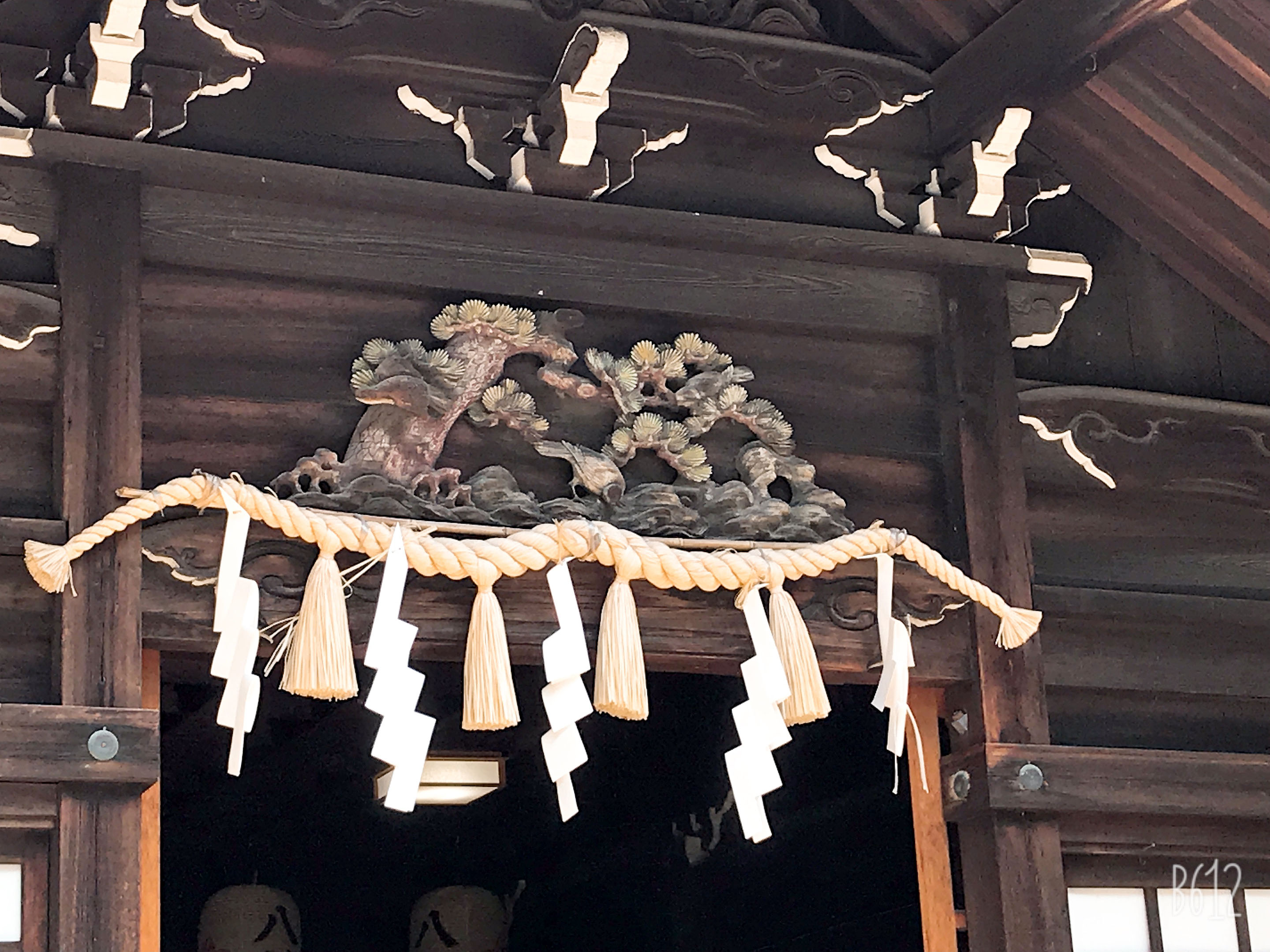
神殿のしめ縄の上にある松と鳥の彫刻
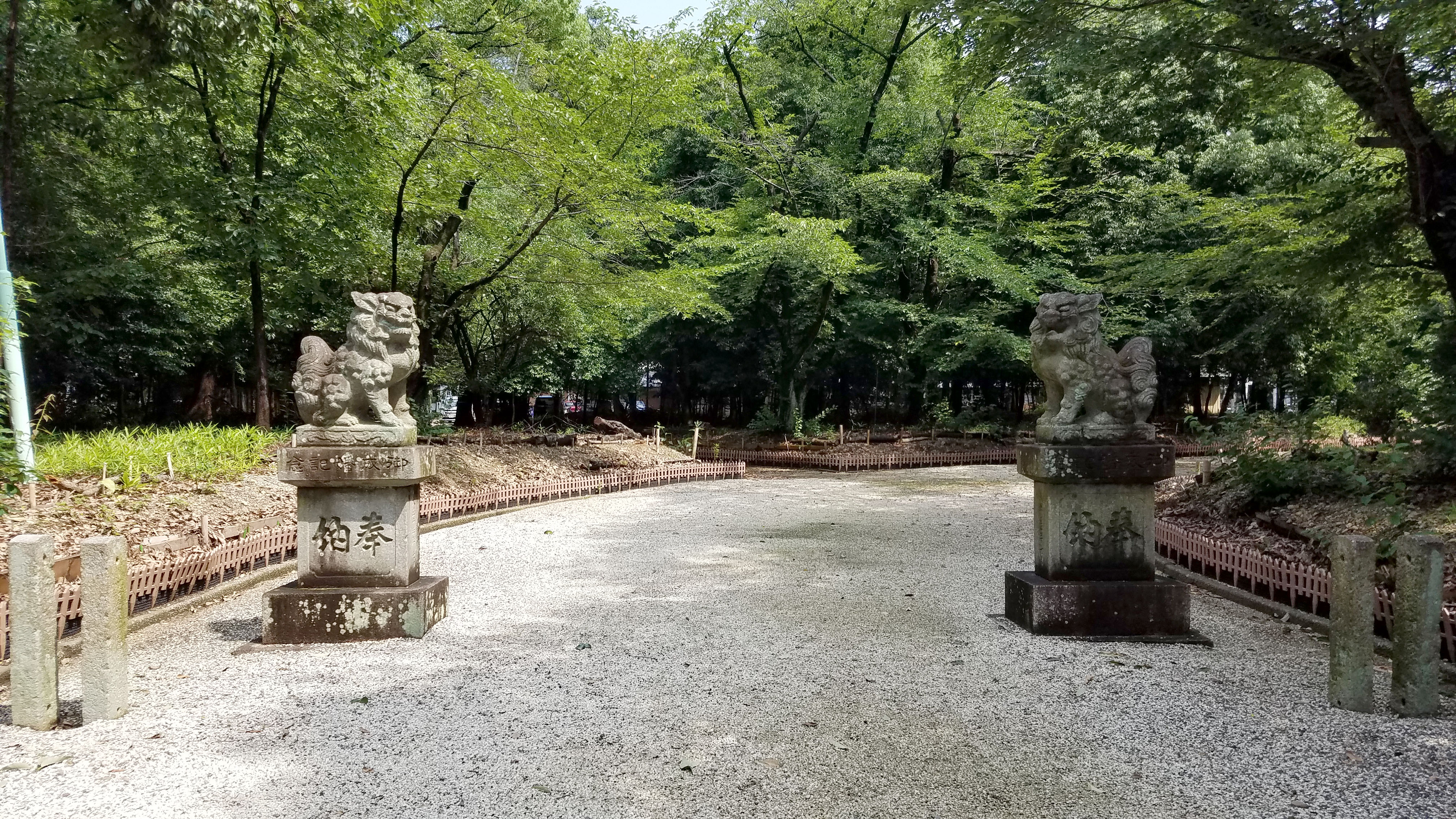
狛犬
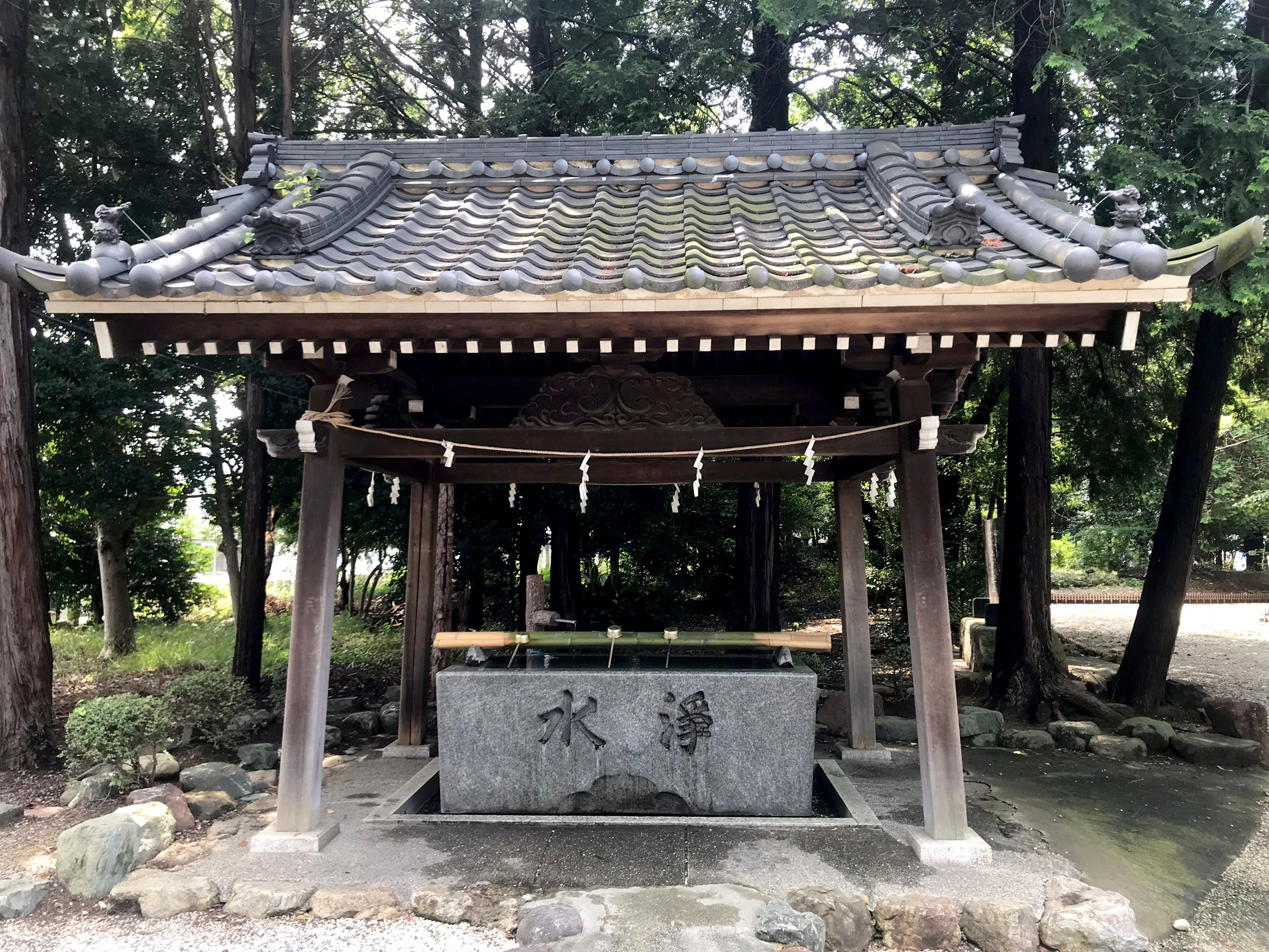
手水舎
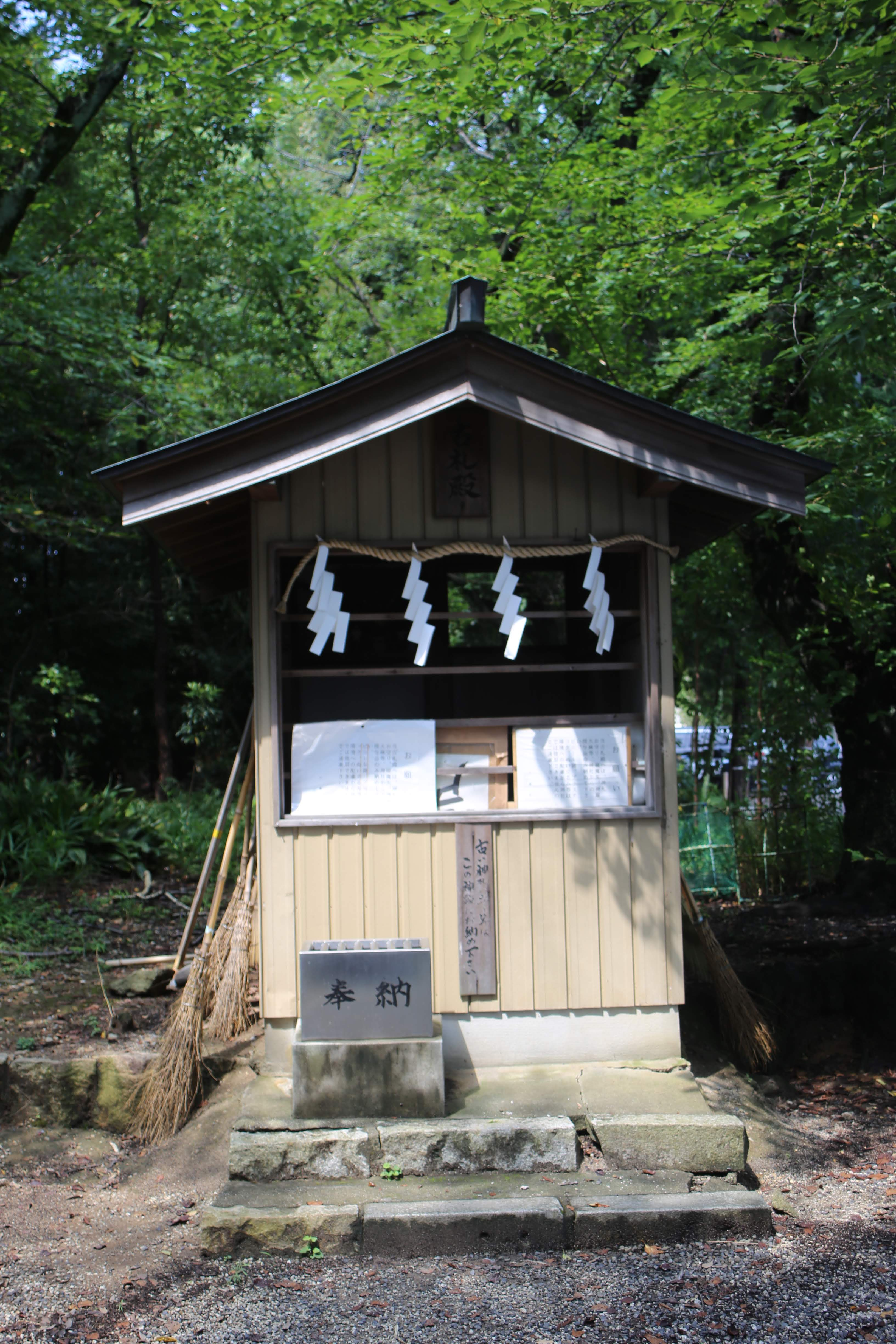
古札殿
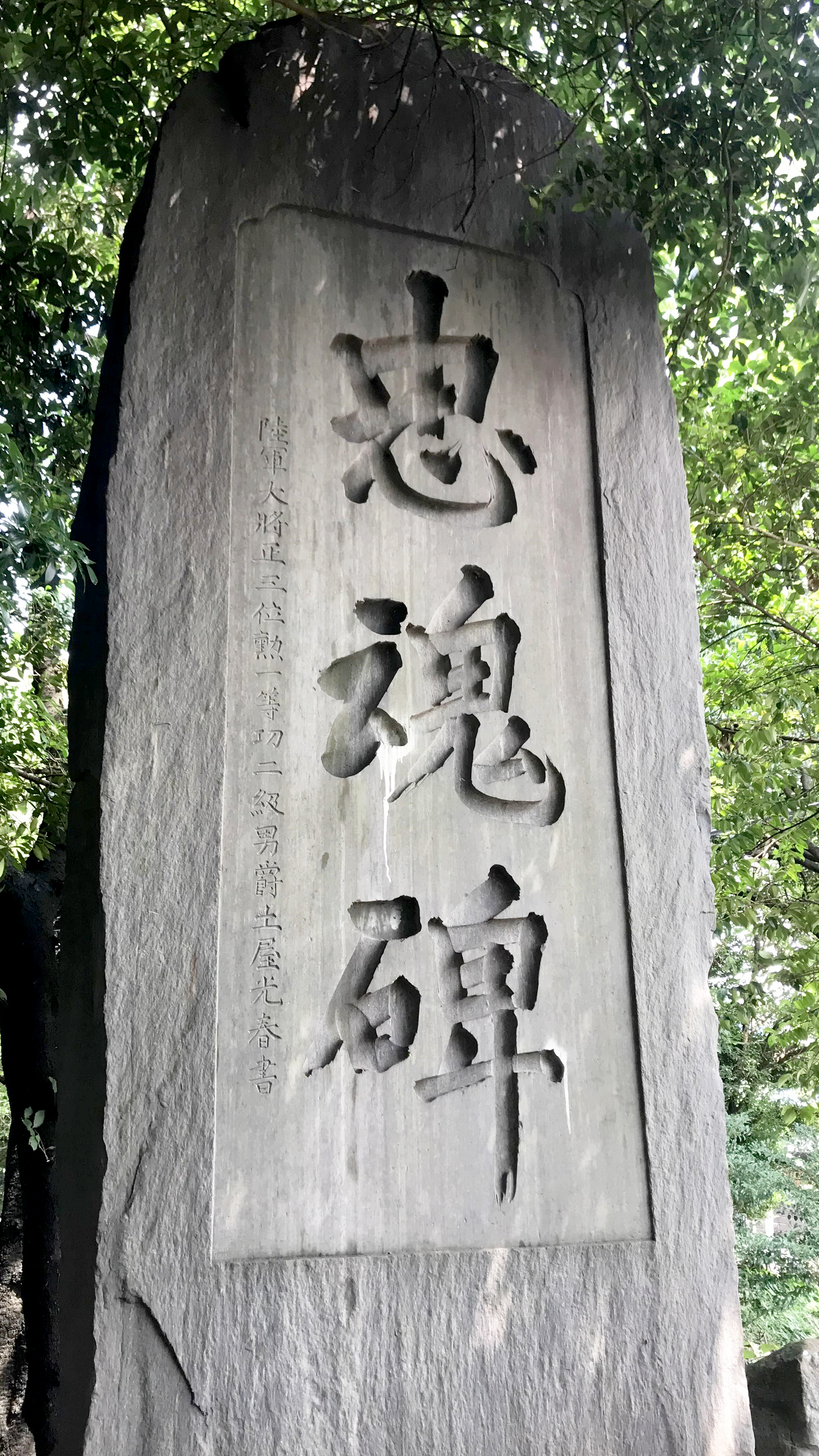
日清・日露戦役忠魂碑
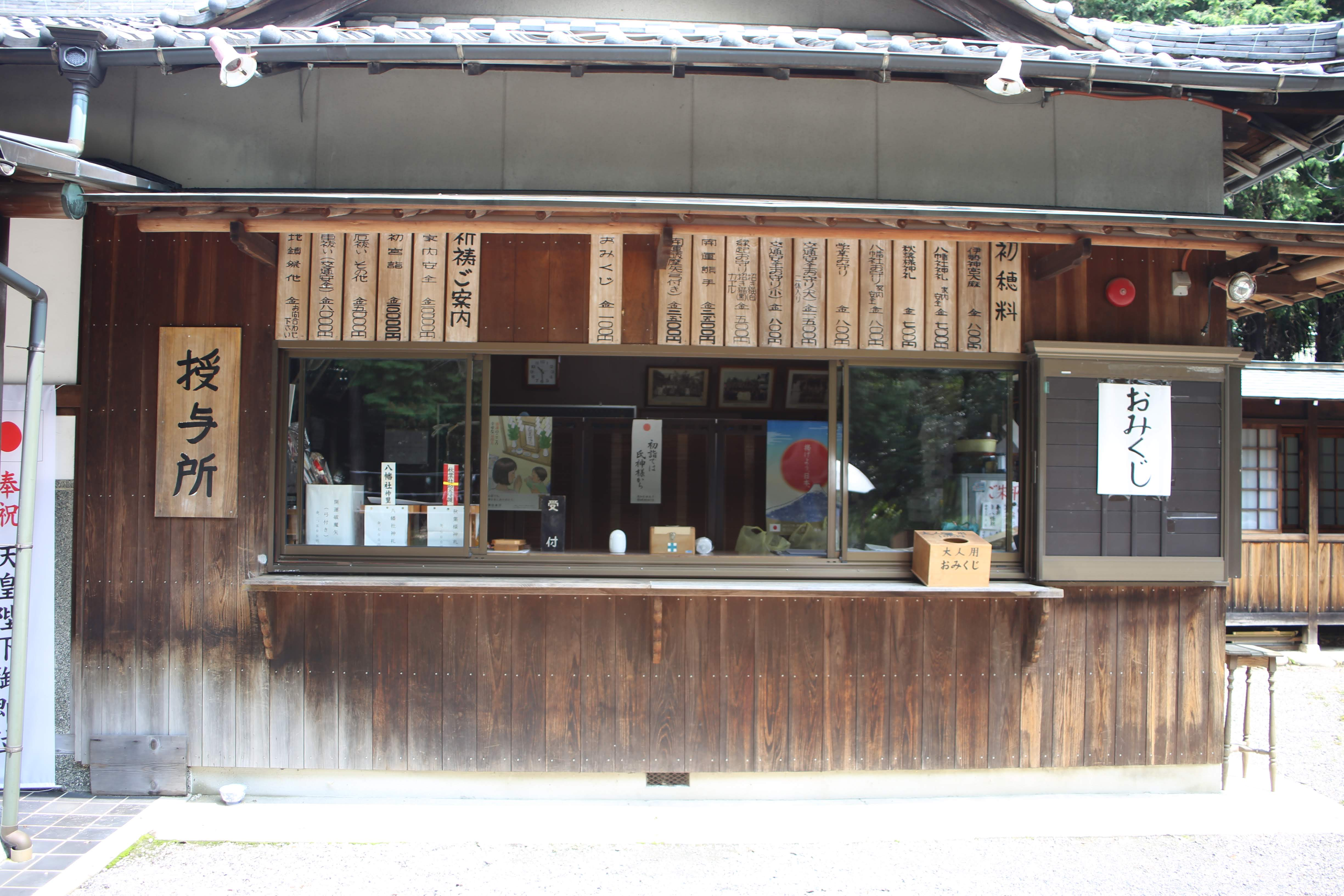
授与所
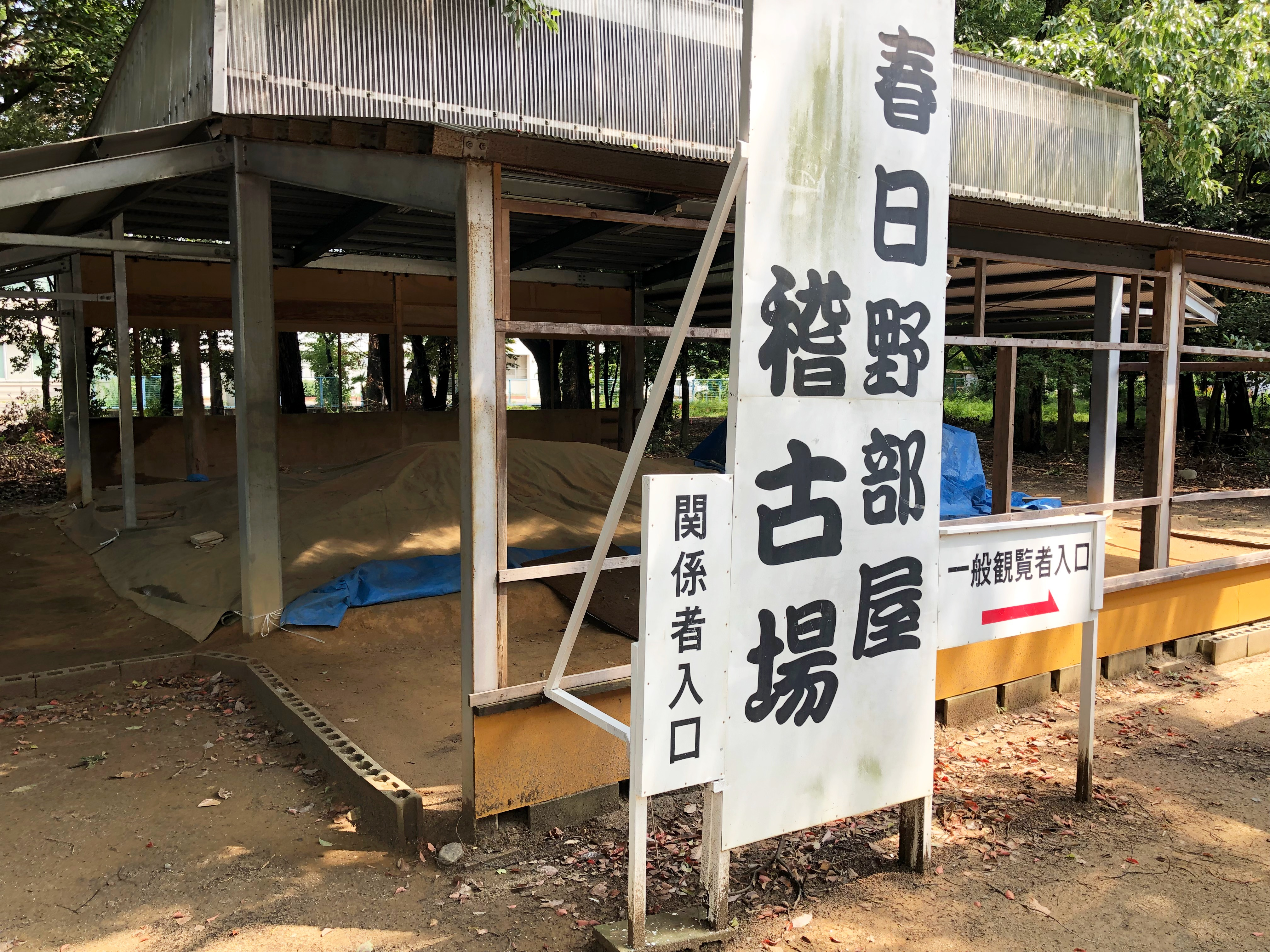
春日野部屋稽古場
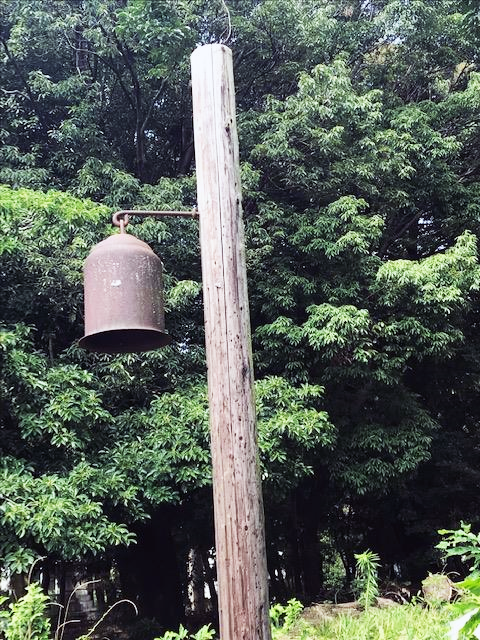
鐘
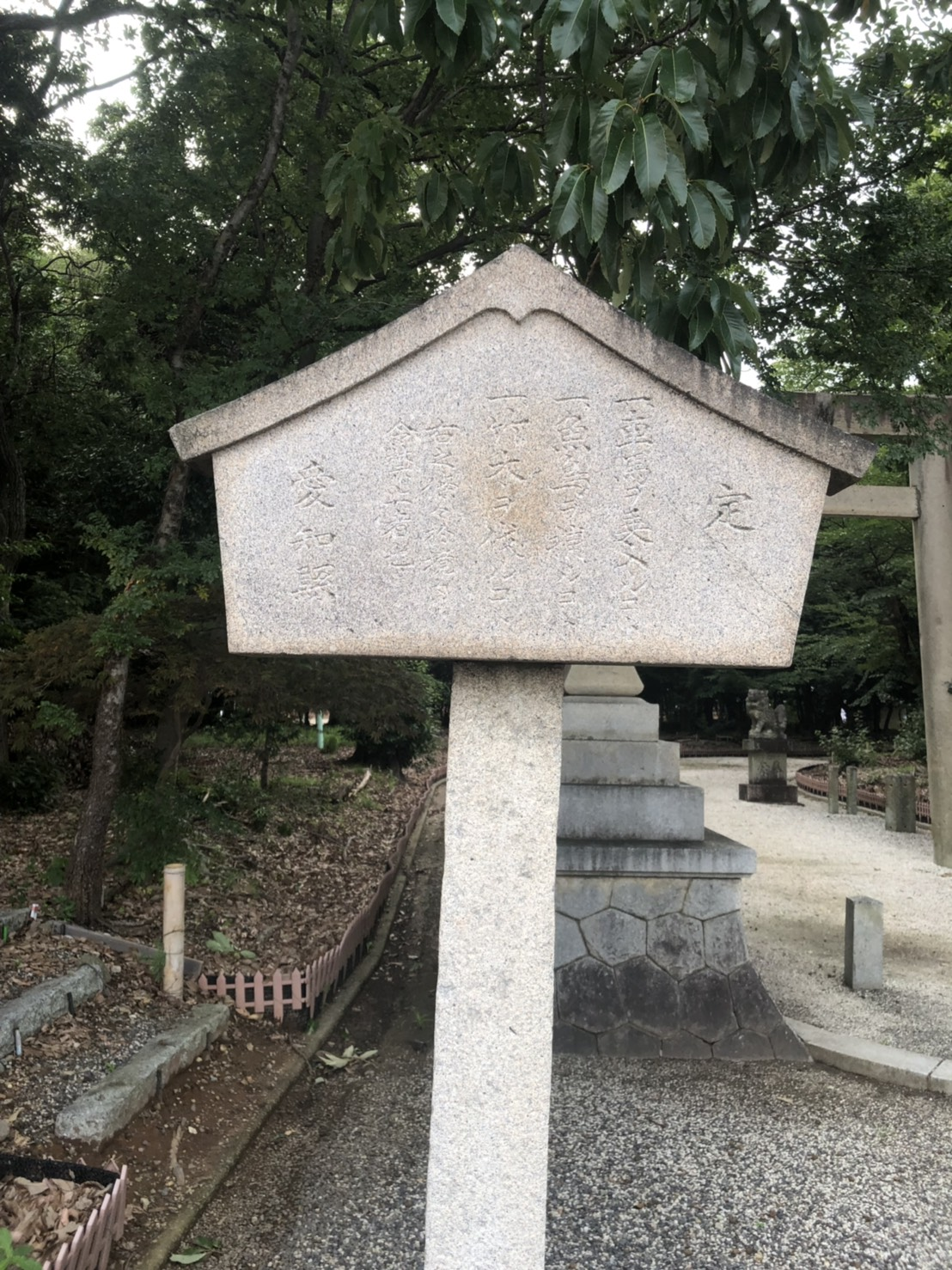
定
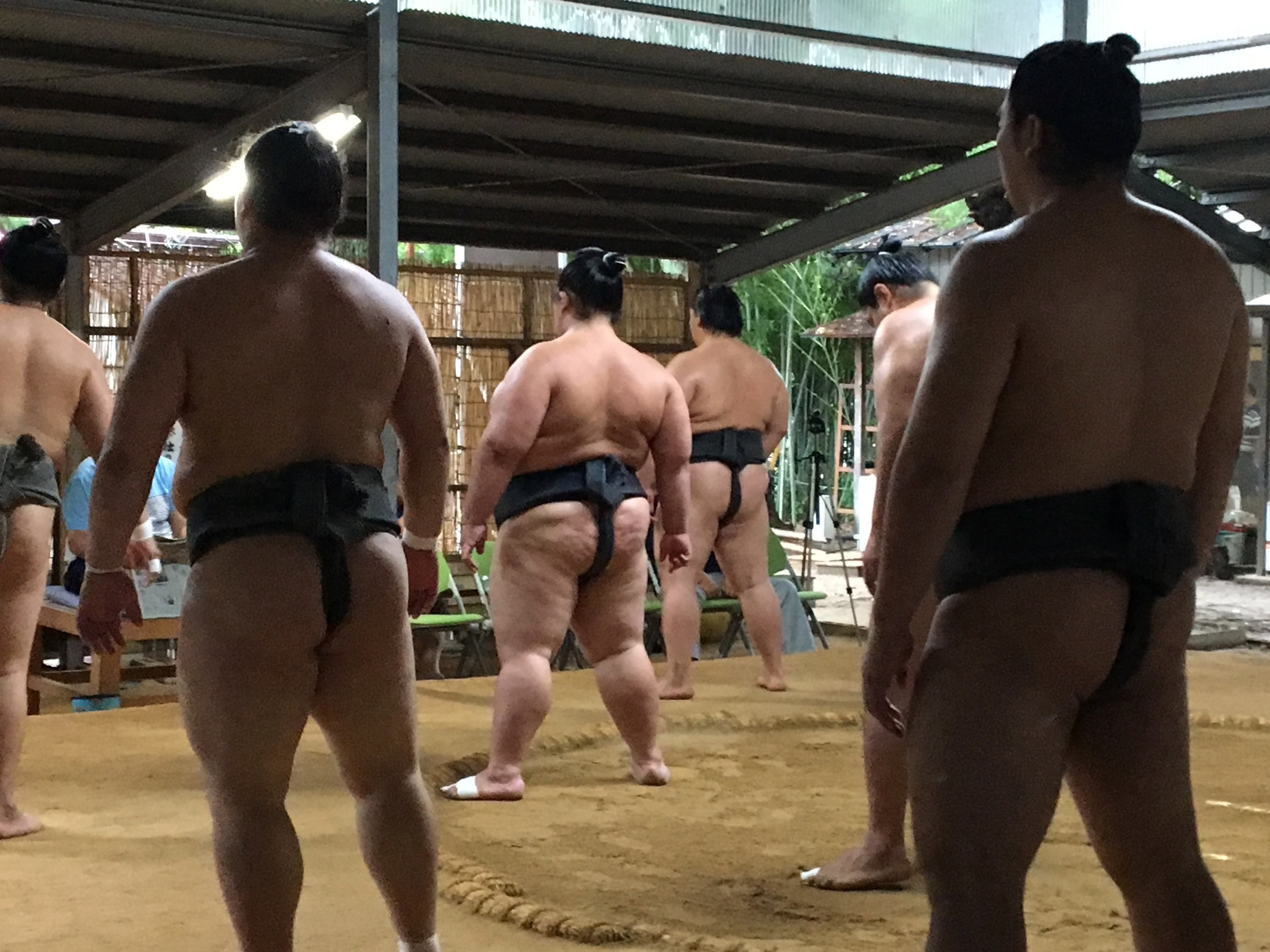
春日野部屋の朝稽古
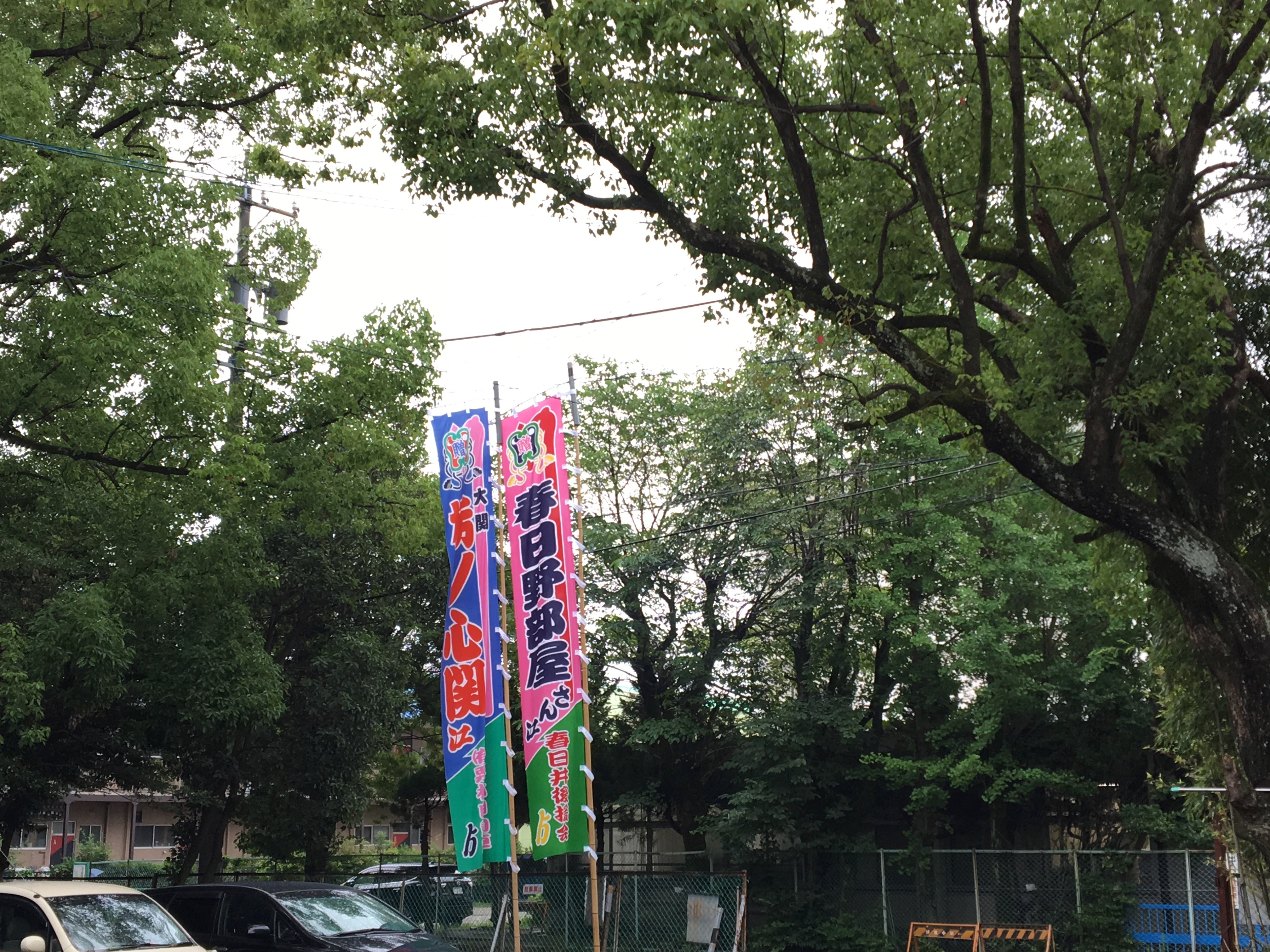
春日野部屋の幟

### 境内社
境内末社として、同社境内の由緒碑によれば天神社・秋葉社・津島社の3社が鎮座するとされるが、1986年（昭和61年）発行の『春日井市史』にはこの他に、戸隠社・堅窂地社・金山彦社・杉本社・多度社があると記載されている。

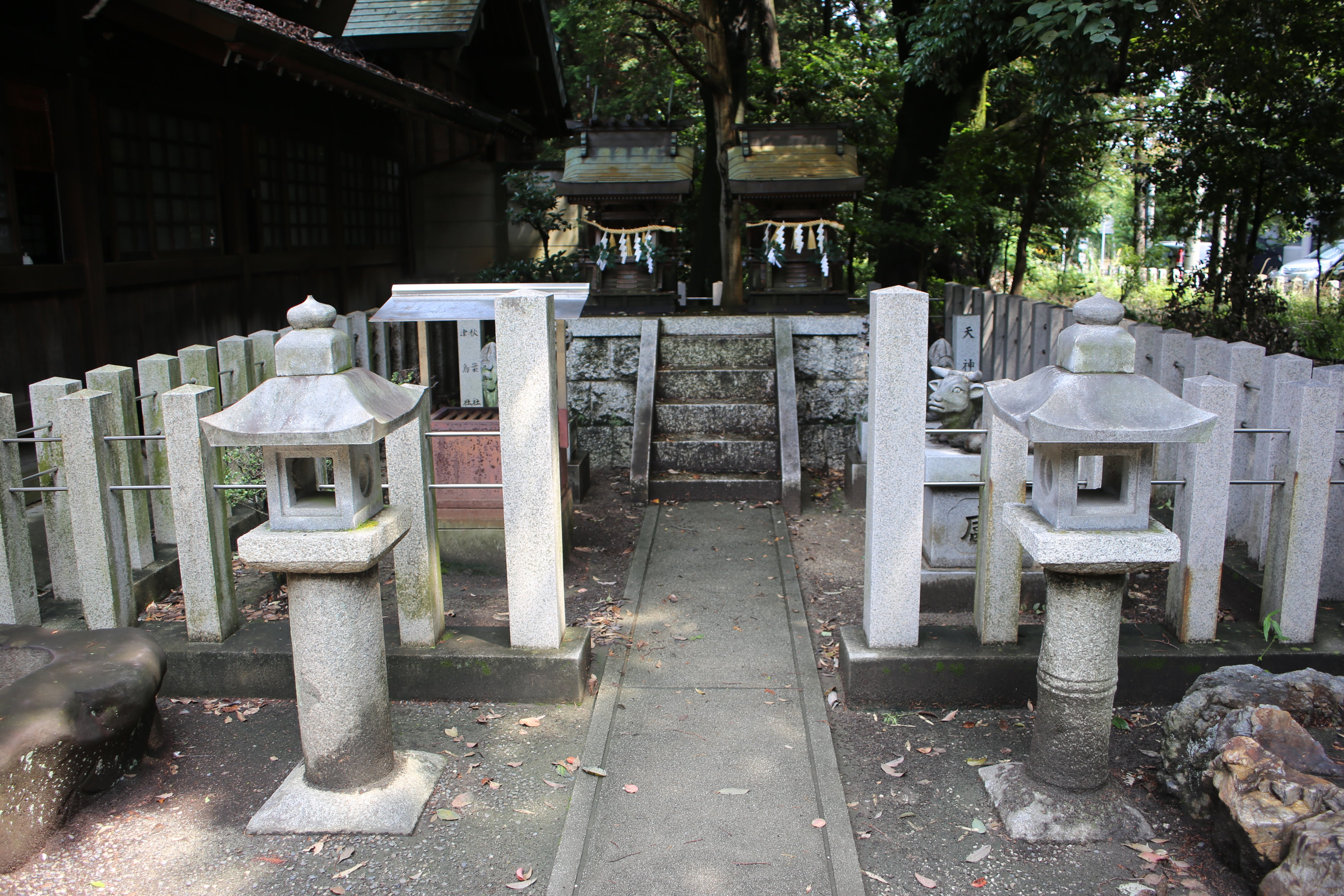
右:天神社、左:秋葉社・津島社

## 宝物
- 縁起書　 一巻
- 棟札　延宝六戊午年　一枚
- 高麗狗 一対　寸法　一尺三寸[3]
- この他、伝陶祖藤四郎作の高麗狗（体高50センチ余り）があったとされる[8]

## 由緒
古くは 下篠本郷に鎮座し、柏井の荘下条村、上条村、松河戸村、中切村、四つの土地を守護するために祀られた総鎮守であった 。縁記書によると、寛文11年（1671年）にこの地に遷座した。翌寛文12年（1672年）には、領主の尾張藩家老の竹腰山城守から年貢・使役の境内免除を認められている。元禄十二年（1699年）の棟札には、各村からの寄付により新たに再建されたとある。明治40年（1907年）10月26日に神饌幣帛料供進社になる 。大正3年（1914年）には、字前田（元徳農地区）八十八番鎮座、元村社八幡社（祭神誉田別命）と字北（同地区）四十七番の第一鎮座、元村社神明社（祭神天照大神）を合祀した。この神明社は、享保十二年（1727年）に八田与吉が開発した八田与吉新田（後の柏井村）に与吉が遷座再建したとされる。

## 所在地
- 愛知県春日井市柏井町2-31-1

## 交通アクセス
- 東名高速道路春日井ICから国道19号線（名古屋方面）経由、車で15分
- 名古屋第二環状自動車道勝川ICから国道19号線（多治見・土岐方面）経由、車で10分
- JR中央本線勝川駅下車、徒歩15分
- 名鉄バス「八幡社前」下車徒歩1分[10]

## 近隣
- 下街道
- 勝川廃寺跡
- 愛宕社
- 桂林寺
- 庚申堂
- 勝川駅（JR東海）
- 勝川駅前通商店街[4]